# تاج أرغون

شعار أرغون

تاج أرَغُون، أو تاج راغـُون، أو تاج راقـُون  ((بالأراغونية: Corona d'Aragón), (بالكتالونية: Corona d'Aragó), (باللاتينية: Corona Aragonum), (بالإسبانية: Corona de Aragón)) هو نظام ملكي مركب كانت مملكة أرغون عضوا فيه جنبا إلى جنب مع سائر الأقاليم مثل مملكة فالنسيا وامارة كتالونيا، وتشترك جميعا في نفس الملك. في إسبانيا. اللونان الأحمر والذهبي كانا يستعملان ألوان علم للسفن الإسبانية حتى يتم التعرف عليها من بين السفن ويقال إن هذين اللونين يعودان عبر مملكة أراغون إلى الدولة البابوية.

## مكونات تاج أرغون
- مملكة أرغون
- مملكة فالنسيا
- إمارة كتالونيا
- بالما دي مايوركا

## الامبراطوريات المتوسطية
في القرن الثالث عشر م ضمّ ملوك أرغون الذين كانوا آنذاك قوامسة على برشلونة، مايوركا وفلنسيا وصيقيلية إلى تاجهم وبقيت فلنسيا التي كان يقطنها السكان المسلمون القدامى المنطقة الوحيدة تحت حكمهم المباشر وكانت تتميّز بوضعية قانونية خاصّة. أمّا مايوركا وصيقيلية فقد كانتا تحت حكم أفراد آخرين من العائلة المالكة البرشلونية وكانت العلاقات بين هؤلاء الحكّام جدّ متأزّمة. في القرن الرابع عشر كانت أبرز القوى الفاعلة من الجانب الأوروبي: جنوة والبندقية ونابولي وتاج أرغون.

## التجارة
نشطت التجارة في دولة أرغون نتيجة التوسع البحري، وفتحت أسواقاً للصوف الأرغوني ومنسوجاته في قطلونية وكذلك لمنتجاتها الزراعية، كما تحققت أرباح طائلة من عمليات استيراد الحبوب من صقلية وسردينية وللتوابل والأصبغة والقطن من الشرق. وأسهمت هذه المنافع كلها في الازدهار الذي ساد أرغون في القرن الرابع عشر وأوائل الخامس عشر للميلاد.

## ليون وكاستيا وأرغون
في القرن الخامس عشر للميلاد ثم بدأ بعد ذلك التدهور الاقتصادي الذي رافقه اضطراب داخلي قام فيه نبلاء قطلونية بدور مهم لنقمتهم على حكم السلالة ذات الأصل القشتالي. فوجد خوان الثاني ملك أراغون (1458-1459م) حلاً للمشكلتين بتزويج ابنه فرناندو بايزابيلا أخت هنري الرابع ملك قشتالة ووريثته، وحكمت هي وزوجها كلاً من قشتالة وأرغون معاً على أن تبقى لكل من المملكتين قوانينها الخاصة وعاداتها العرفية وتقاليدها، وكانت هذه الخطوة الأولى في إِقرار وحدة إِسبانية القومية وتم في عهدهما القضاء على دولة غرناطة سنة 897هـ/1492م.

## نهاية تاج أرغون
كان سقوط برشلونة في 1714 نهاية لحرب الخلافة الأسبانية ونهاية تاج أرغون، وهذا ينعكس على المرسوم، الذي أصدره فيليب الخامس ملك إسبانيا في 1715.

## معرض صور